# Árnsteinn Reistarsson
Árnsteinn Reistarsson foi um caudilho víquingue e um dos primeiros colonos de Krossavík, Öxarfjörður na Islândia, ao norte da ilha no século X. Considera-se que tenha sido o primeiro goði do clã familiar dos Öxfirðingar. Era filho de Reistur Ketilsson de Norður-Þingeyjarsýsla. Árnsteinn é um dos personagens da saga Ljósvetninga, sendo também mencionado na saga de Njál.